# Dolphins Ancona Hockey Club
Il Dolphins Ancona Hockey Club è una squadra di hockey in carrozzina nata nel 1997, dall'idea di alcuni disabili, per lo più affetti da distrofia muscolare, una patologia degenerativa che colpisce la muscolatura del corpo. Sino al 2005 ha operato all'interno della sezione di Ancona della UILDM (Unione Italiana Lotta alla Distrofia Muscolare).
Il 26 luglio 2005 si è ufficialmente costituita l'Associazione Sportiva Dilettantistica Dolphins Ancona Hockey Club. Nella squadra giocano atleti disabili che, attraverso la pratica sportiva, si integrano in maniera migliore nella società.
La società è iscritta alla Federazione Italiana Wheelchair Hockey e inserita nel Girone C del campionato. Partecipa a tornei nazionali e internazionali e si allena presso il palazzetto Lino Liuti di Castelferretti. Ha anche organizzato manifestazioni sportive.